# Les Vignes
Les Vignes är en kommun i departementet Lozère i regionen Occitanien i södra Frankrike. Kommunen ligger i kantonen Le Massegros som tillhör arrondissementet Florac. År 2018 hade Les Vignes 83 invånare.

## Befolkningsutveckling
Antalet invånare i kommunen Les Vignes
| Referens: INSEE |